# نیره اخوان بیطرف
نیره اخوان بیطرف (زاده ۱۳۳۵ دورود) از اعضای جبهه پایداری و نماینده اصولگرای حوزه انتخابیه اصفهان و ورزنه در مجلس پنجم، هفتم، هشتم، دورهٔ نهم مجلس شورای اسلامی و عضو کمیسیون قضایی و حقوقی مجلس شورای اسلامی از حوزهٔ انتخابیهٔ اصفهان و ورزنه  در استان اصفهان است. او ار اعضاء  کمیسیون قضایی و حقوقی و مجلس و عضو فراکسیون زنان در هنگام بررسی لایحه حمایت از خانواده بود. شوهرش  حسن کامران است. هیچ‌یک از آن دو نتوانستند آرای کافی مردم اصفهان و ورزنه را برای حضور در مجلس دهم بدست آورند.

## لایحه پیشنهادی
نیره اخوان ارائه دهنده پیشنهاد الحاق ماده‌ای به لایحه حمایت خانواده با موضوع عدم حبس مهریه بالای ۱۱۰ سکه در تصویب این لایحه به مجلس بود که در تصویب پیشنهاد مذکور نمایندگان با ۱۱۰ رای موافق، ۳۰ رای مخالف و ۲۵ رای ممتنع از مجموع ۱۹۵ نماینده حاضر با این پیشنهاد موافقت کردند. بر اساس این مصوبه، 'هرگاه مهریه در زمان وقوع عقد تا ۱۱۰ سکه بهار آزادی طرح جدید یا معادل آن باشد، وصول آن مشمول قانون نحوه اجرای محکومیت‌های مالی است و هرگاه مهریه بیش از این مقدار باشد صرفاً ملائت زوج، ملاک پرداخت خواهد بود.
'طبق ماده ۲ قانون نحوه اجرای محکومیت‌های مالی کسانی که برای پرداخت ۱۱۰ سکه اقدام نکنند، راهی زندان می‌شوند. با توجه به پیشنهاد اخوان افرادی که مهریه آنها تا سقف ۱۱۰ سکه تعیین شود در صورت عدم توانایی پرداخت به زندان می‌روند ولی افرادی که مهریه آنها بیش از ۱۱۰ سکه باشد با توجه به تمکن مالی در خصوص آنان تصمیم‌گیری می‌شود.